# Vlag van Ciudad Real

Vlag van de provincie Ciudad Real

De vlag van de Spaanse provincie Ciudad Real bestaat uit een rood veld met in het midden het provinciale wapen. Sommige referenties tonen vlaggen met het provinciewapen, in rood of karmozijnrood. Het is niet bekend wanneer deze vlag officieel als provincievlag is ingesteld. De vlag lijkt echter niet te worden gebruikt door de Provinciale Raad, noch binnen noch buiten het gebouw van de Raad.
Het wapen is een combinatie van het wapen van de stad Ciudad Real, omringd door de wapens van de andere grote steden en dorpen van de provincie: Daimiel, Manzanares, Piedrabuena, Almagro, Villanueva de los Infantes, Almadén, Valdepeñas, Alcázar de San Juan en Almodóvar del Campo.